# Étienne Geoffroy Saint-Hilaire
Étienne Geoffroy Saint-Hilaire (15. travnja 1772. – 19. lipnja 1844.) bio je francuski prirodoslovac koji je uspostavio načelo "jedinstva sastava". Bio je kolega Jean-Baptistea Lamarcka i proširio je i branio Lamarckove evolucijske teorije. Geoffroyeva znanstvena gledišta imala su transcendentalni okus (za razliku od Lamarckovih materijalističkih stavova) i bila su slična onima njemačkih morfologa poput Lorenza Okena. Vjerovao je u temeljno jedinstvo dizajna organizma i mogućnost transmutacije vrsta na vrijeme, skupljajući dokaze za svoje tvrdnje istraživanjem komparativne anatomije, paleontologije i embriologije.

## Život i rana karijera
Geoffroy je rođen u Étampesu (u današnjem Essonneu), a studirao je na Collège de Navarre, u Parizu, gdje je studirao prirodnu filozofiju kod MJ Brissona. Potom je prisustvovao predavanjima Daubentona na College de France i Fourcroya na Jardin des Plantes. U ožujku 1793. Louis-Jean-Marie Daubenton, zahvaljujući interesu Bernardina de Saint-Pierrea, nabavlja mu službu podčuvara i pomoćnika demonstratora kabineta prirodne povijesti, upražnjenog ostavkom Bernarda Germaina Étiennea de la Villea, Comte de Lacépède. Zakonom donesenim u lipnju 1793, Geoffroy je imenovan jednim od dvanaest profesora novoosnovanog Muséum National d'Histoire Naturelle, dodijeljen mu je predsjedatelj zoologije. Iste godine zauzeo se formiranjem zvjerinjaka u toj ustanovi.
Godine 1794. Geoffroy je stupio u prepisku s Georgesom Cuvierom. Ubrzo nakon imenovanja Cuviera za pomoćnika u Museum d'Histoire Naturelle, Geoffroy ga je primio u svoju kuću. Dvoje prijatelja napisali su zajedno pet memoara o prirodnoj povijesti, od kojih jedan, na klasifikaciji sisavaca, iznosi ideju o podređivanju likova na kojima je Cuvier temeljio svoj zoološki sustav. U radu pod naslovom Histoire des Makis, ou singes de Madagascar, napisanom 1795. godine, Geoffroy je prvi put izrazio svoje stavove o jedinstvu organskog sastava, čiji je utjecaj vidljiv u svim njegovim sljedećim spisima; priroda nam, primjećuje, predstavlja samo jedan plan gradnje, u principu isti, ali raznolik u svojim pomoćnim dijelovima.
Godine 1798. Geoffroy je izabran za člana velike Napoleonove znanstvene ekspedicije u Egipat kao dio odsjeka za prirodnu povijest i fiziku Instituta d'Egypte ; 151 znanstvenik i umjetnik sudjelovao je u ekspediciji, uključujući Dominique-Vivant Denon, Claude Louis Berthollet i Jean Baptiste Joseph Fourier. Nakon kapitulacije Aleksandrije u kolovozu 1801. godine, sudjelovao je u opiranju tvrdnjama britanskog generala o zbirkama ekspedicije, izjavivši da će, u slučaju da potražnja potraje, povijest morati zabilježiti da je i on spalio knjižnicu u Aleksandrija. Početkom siječnja 1802. Geoffroy se vratio u Pariz. Za člana Francuske akademije znanosti izabran je u rujnu 1807. U ožujku sljedeće godine Napoleon, koji je već dodijelio križ počasne legije, prepoznao njegove nacionalne usluge, odabrao ga je za posjet portugalskim muzejima, u svrhu nabave kolekcija od njih, i suočen sa znatnim protivljenjem Britanaca, na kraju ih je uspio zadržati kao trajni posjed svoje zemlje.

## Kasnija karijera
Godine 1809., godinu dana nakon povratka u Francusku, Geoffroy je postao profesorom zoologije na PMF-u u Parizu, a od tog se razdoblja posvetio anatomskim studijama više nego prije. 1818. objavio je prvi dio svoje proslavljene filozofije anatomique, čiji je drugi svezak objavljen 1822. godine, i sljedeći memoari objašnjavaju stvaranje monstruoznosti na principu zaustavljanja razvoja i privlačenje sličnih dijelova.
Geoffroyev prijatelj Robert Edmund Grant podijelio je svoja stajališta o jedinstvu plana i dopisivao se s njim dok je radio na morskim beskičmenjacima krajem 1820-ih u Edinburghu (pomagao mu je 1826. i 1827. njegov student Charles Darwin) kada je Grant uspješno identificirao gušteraču u mekušcima.  Kada je 1830. Geoffroy nastavio primjenjivati na beskičmenjake svoje stavove o jedinstvu životinjskog sastava, pronašao je energičnog protivnika u Cuvieru, svom bivšem prijatelju.
Geoffroy, sintetizator, tvrdio je, u skladu sa svojom teorijom jedinstva plana u organskom sastavu, da su sve životinje sastavljene od istih elemenata, u istom broju; i s istim vezama: homologni dijelovi, iako se razlikuju po obliku i veličini, moraju ostati povezani u istom nepromjenjivom redoslijedu. S Johannom Wolfgangom von Goetheom smatrao je da u prirodi postoji zakon o kompenzaciji ili uravnoteženju rasta, tako da ako jedan organ preuzme višak razvoja, to ide na štetu nekog drugog dijela; i tvrdio je da se, budući da priroda ne naglo skače, čak i organi koji su suvišni bilo kojoj vrsti, ako su igrali važnu ulogu u drugim vrstama iz iste obitelji, zadržavaju kao rudimenti, koji svjedoče o postojanosti općeg plan stvaranja. Njegovo je uvjerenje bilo da, zbog životnih uvjeta, isti oblici nisu ovjekovječeni od nastanka svih stvari, iako nije bilo njegovo uvjerenje da se postojeće vrste mijenjaju.
Cuvier, koji je bio analitički promatrač činjenica, priznao je samo rasprostranjenost zakona suživota ili sklada u životinjskim organima i zadržao apsolutnu nepromjenjivost vrsta za koje je izjavio da su stvorene s obzirom na okolnosti u kojima se nalaze postavljeni, svaki organ izmišljen s ciljem funkcije koju je morao ispuniti, stavljajući tako, prema Geoffroyevim razmatranjima, učinak uzroka.
Godine 1836. godine skovao je izraz fokomelija.
U srpnju 1840. Geoffroy je oslijepio, a nekoliko mjeseci kasnije doživio je paralitički napad. Od tog vremena snaga mu je postupno zatajila. Odstupio je sa stolice u muzeju 1841. godine a naslijedio ga je sin Isidore Geoffroy Saint-Hilaire. Umro je 1844. godine.

## Geoffroyeva teorija
Geoffroy je bio deist, što će reći da je vjerovao u Boga, ali i u svemir sličan zakonu, bez nadnaravnog uplitanja u detalje postojanja. Ovakva vrsta mišljenja bila je uobičajena u prosvjetiteljstvu, a ide uz odbacivanje objave i čuda i ne tumači Bibliju kao doslovnu Božju riječ. Ti se stavovi nisu kosili s njegovim naturalističkim idejama o organskim promjenama. 
Geoffroyeva teorija nije bila teorija zajedničkog podrijetla, već razrada postojećeg potencijala u danom tipu. Za njega okoliš izravno izaziva organske promjene. Ovo mišljenje Ernst Mayr označava kao "geoffroyism". Definitivno nije ono u što je Lamarck vjerovao (za Lamarcka je promjena navika ono što mijenja životinju). Ne vjeruje se da je izravni učinak okoliša na nasljedne osobine središnja evolucijska sila; čak je i Lawrence do 1816. znao da klima ne uzrokuje izravno velike razlike između ljudskih rasa.
Geoffroy je podržao teoriju saltacijske evolucije da bi "čudovišta mogla trenutnim prijelazom iz jednog oblika u drugi postati očevi (ili majke) novih vrsta." 1831. pretpostavio je da su ptice mogle nastati od gmazova epigenetskim saltiranjem. Geoffroy je napisao da bi pritisci okoline mogli proizvesti nagle transformacije kako bi se trenutno stvorile nove vrste. 1864. Albert von Kölliker oživio je Geoffroyevu teoriju da se evolucija odvija velikim koracima, pod imenom heterogeneza.
Geoffroy je primijetio da je organizacija leđnih i trbušnih struktura kod člankonožaca suprotna onoj kod sisavaca. Hipoteza o inverziji naišla je na kritike i odbačena je, međutim, neki moderni molekularni embriolozi otada su uskrsnuli tu ideju.

## Ostavština
Mačka Geoffroya (Leopardus geoffroyi) imenovana je u njegovu čast.
Étienne Geoffroy Saint-Hilaire obilježava se u znanstvenim imenima dviju vrsta južnoameričke kornjače, Phrynops geoffroanus i Phrynops hilarii.
Počast mu je dana i s imenima mnogih drugih vrsta, uključujući Geoffroy-ovog majmuna-pauka, Geoffroyovog šišmiša i Geoffroyovog tamarina.
Rue Geoffroy Saint-Hilaire [fr] je ulica u 5ème arrondissement, Paris kod Jardin des Plantes i Muséum national d'histoire naturelle.

## U popularnoj kulturi
Francuski autor Honoré de Balzac posvetio je svoj roman Le Père Goriot Saint-Hilaireu, "kao počast divljenju njegovom trudu i njegovom geniju".

## Poveznice
- Cuvier – Geoffroyova rasprava

## Daljnje čitanje
- Charon, Pierre. 2004. Etienne Geoffroy Saint-Hilaire (1772-1844) and anencephaly: Contribution of one naturalist to medical knowledge. Histoire des sciences médicales. 38 (3): 365–383. PMID 15617200
- Collins Cook, D. 2001. Neglected ancestors: Etienne and Isidore Geoffroy Saint-Hilaire. Paleopathology newsletter (116): 17–21. PMID 14628830
- Morin, A. 1996. [Teratology from Geoffroy Saint-Hilaire to the present]. Bulletin de l'Association des anatomistes (objavljeno Ožujak 1996). 80 (248): 17–31. PMID 9004867
- Moyal, Ann. Lipanj 2009. The great French naturalist and the platypus (PDF). The National Library Magazine. 1 (2): 2–7. Pristupljeno 17. siječnja 2011.
- Shampo, M.A.; Kyle, R.A. 1988. Augusto de Saint-Hilaire: French entomologist and botanist. Mayo Clin. Proc. (objavljeno Kolovoz 1988). 63 (8): 836. doi:10.1016/s0025-6196(12)62368-4. PMID 3294526
- Brignon, Arnaud. 2013. Étienne Geoffroy Saint-Hilaire's unfinished study on fossil crocodiles (Thalattosuchia) from Normandy in light of unrecorded documents. Annales de Paléontologie. 99 (3): 169–205. doi:10.1016/j.annpal.2013.02.001
- Brignon, Arnaud. 2014. The original drawings of Etienne Geoffroy Saint-Hilaire's Histoire des crocodiliens renfermes dans le terrain oolithique. Comptes Rendus Palevol. 13 (7): 637–645. doi:10.1016/j.crpv.2014.04.006

## Vanjske poveznice
- Works by or about Étienne Geoffroy Saint-Hilaire at Internet Archive
- Étienne Geoffroy Saint Hilaire Collection, American Philosophical Society
- van den Biggelaar, J.A.M.; Edsinger-Gonzales, E.; Schram, F.R. (2002). "The improbability of dorso-ventral axis inversion during animal evolution, as presumed by Geoffroy Saint Hilaire". Contributions to Zoology 71(1/3). HTM  Arhivirana inačica izvorne stranice od 28. ožujka 2012. (Wayback Machine)